# Église Saint-Jean de Sohrol
L'église Saint-Jean (arménien : Սուրբ Յովհաննէս Եկեղեցի) est une église catholique arménienne du Ve ou VIe siècle, située à Sohrol, dans la province de l'Azerbaïdjan oriental, en Iran.

## Historique
L'église originale a été bâtie au Ve siècle. L'église Saint-Jean de Sohrol a été reconstruite en 1840 par Samson Makintsev (Sam Khan ; membre du bataillon Bogatyr) sur l'ancienne fondation de l'église. Elle a été inscrite en 1968 sur la liste du patrimoine national en Iran. En 2020, l'église a été partiellement restaurée, des failles dans les murs ont été comblées et des murs renforcés pour éviter un glissement de terrain.

## Architecture

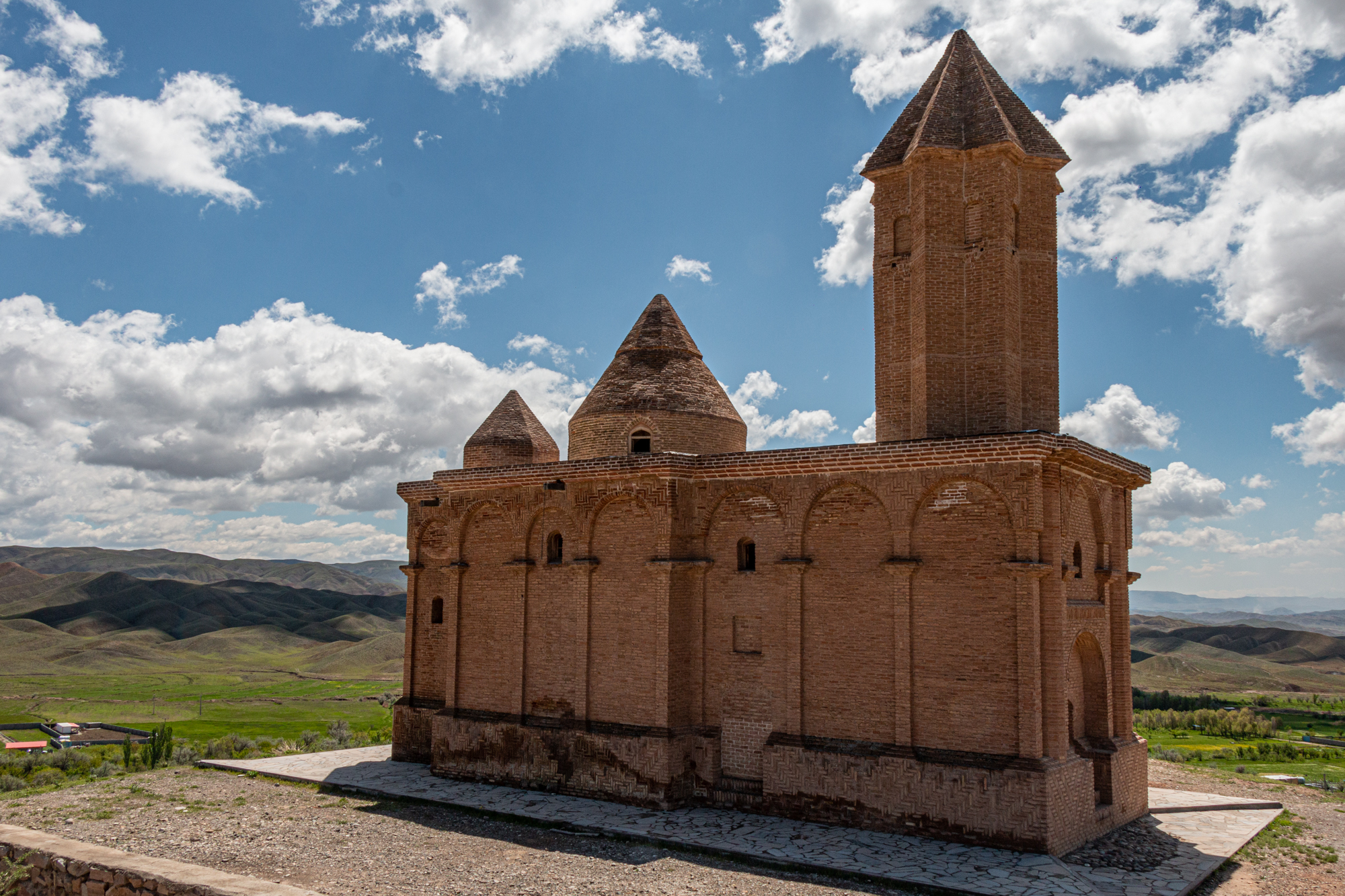
Vue latérale.
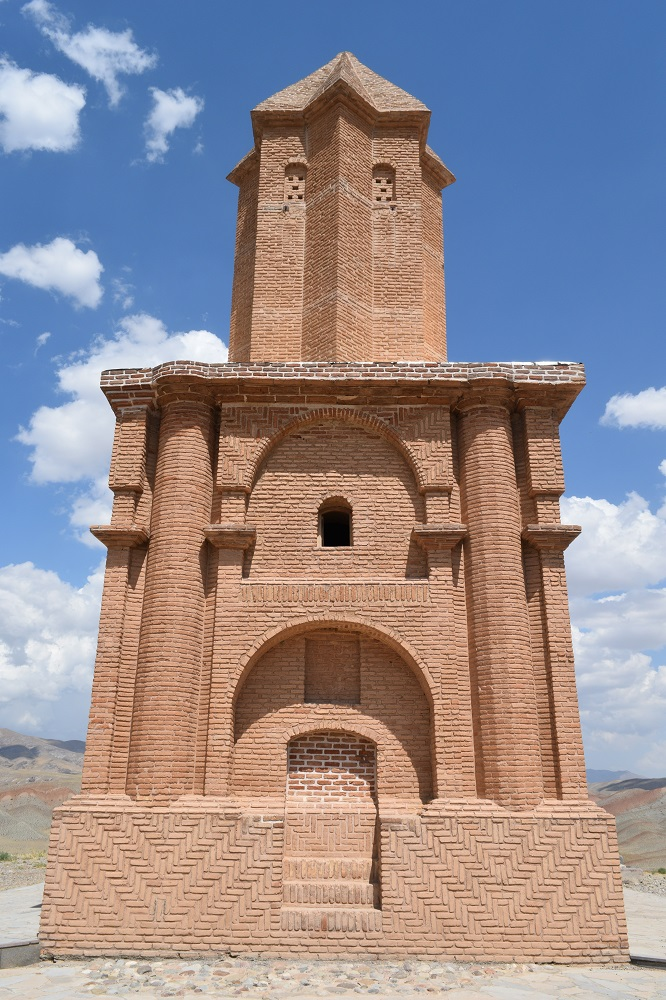
Église Saint-Jean de Sohrol.
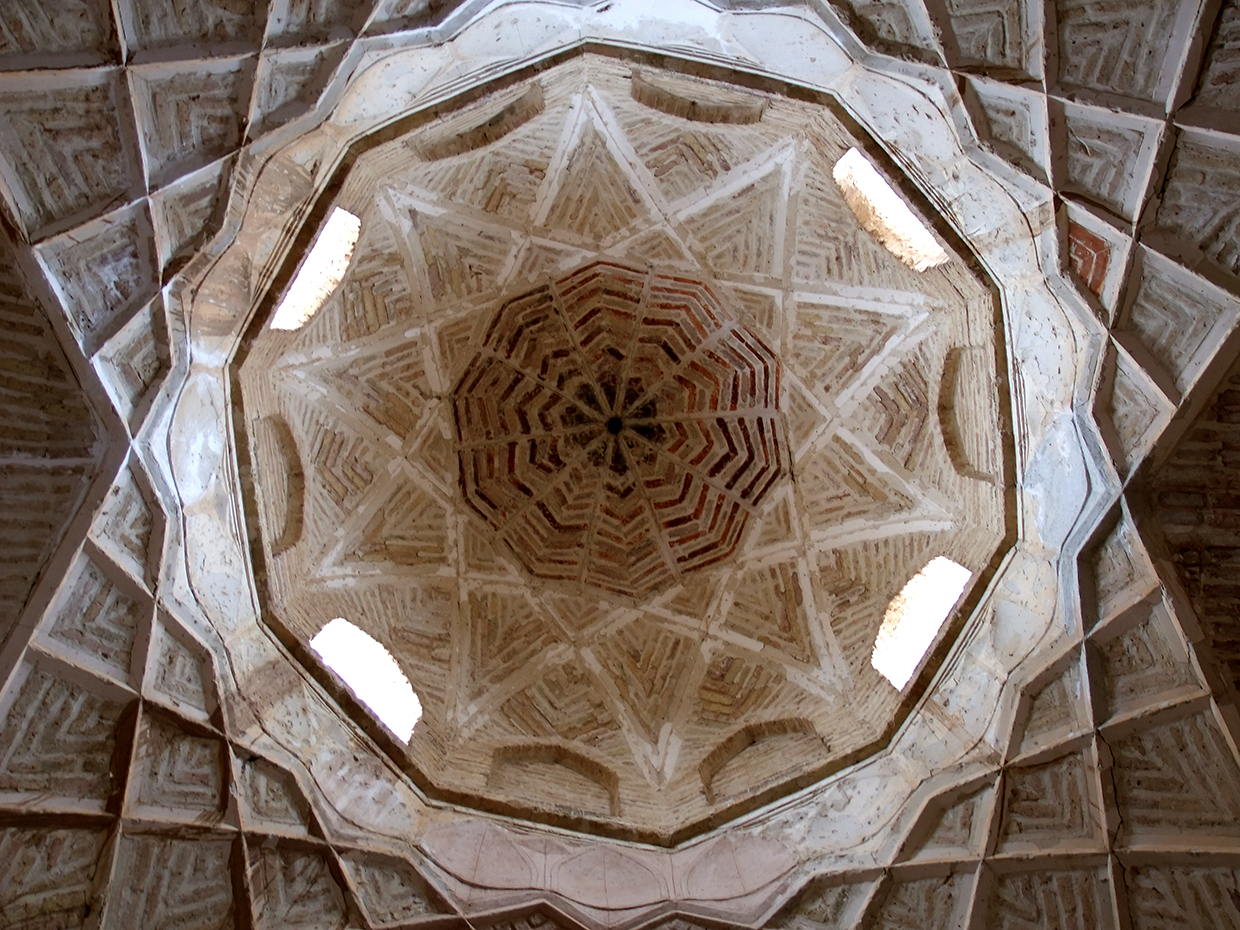
Intérieur de l'église.